# Exército de Salvação
O Exército de Salvação é uma denominação cristã protestante e uma das maiores instituições de caridade do mundo. Foi fundado em 1865 por William Booth, ministro metodista, juntamente com a esposa Catherine Mumford, em Londres, Inglaterra no auge da Revolução Industrial. Atua em 126 países, através de igrejas, lojas beneficentes, abrigos, centros comunitários, hospitais, escolas, lares para idosos, creches, centros de recuperação, veículos e equipes de emergência.
No Brasil o Exército de Salvação chegou em 1922 e desde então atua junto às comunidades através de suas sedes locais (igrejas e unidades sociais), sedes regionais e a sede nacional em São Paulo. Está presente na Região Sul, Sudeste, Centro-Oeste e Nordeste do Brasil.
Em Portugal o Exército de Salvação chegou em 1972 e está presente nas cidades de Porto, Castelo Branco, Sintra, Lisboa e São Brás de Alportel (Algarve).
Em Angola o Exército de Salvação está presente desde 1985 e em Moçambique desde 1986.

## Histórico

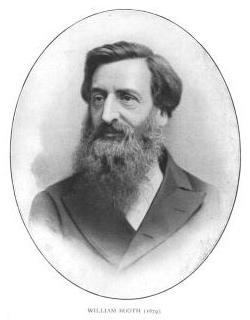
O fundador do Exército de Salvação, William Booth

O Exército de Salvação foi fundado na região leste da cidade de Londres em 1865 pelo pastor metodista William Booth, e sua esposa Catherine Booth. Originalmente, Booth nomeou a organização "Missão Cristã do Leste de Londres", mas em 1878 a reorganizou, dando-lhe um caráter militar e a chamando "Exército de Salvação" (The Salvation Army).
William pregava aos pobres, ao passo que Catherine contatava os ricos, conseguindo assim apoio financeiro para o trabalho. Ela também atuava como ministra religiosa, o que era bastante incomum àquela época.

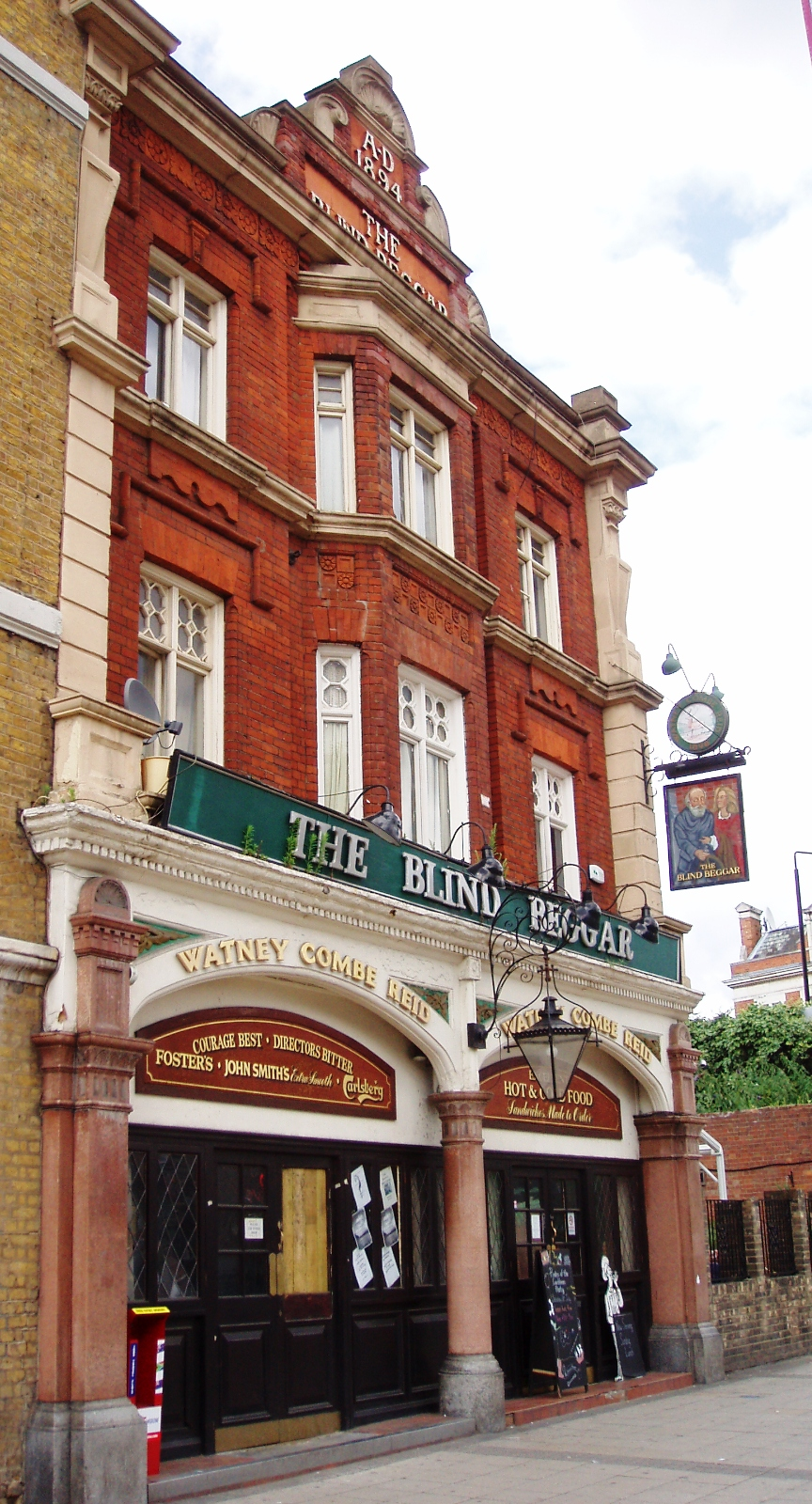
O pub "The Blind Beggar", no leste de Londres, um conhecido ponto de pregação de William Booth

William Booth logo se tornou conhecido como General, e sua esposa Catherine ficou conhecida como a Mãe do Exército de Salvação.
O fundador William Booth assim descrevia o lema da organização: "Os três "S" representam melhor a maneira como o Exército de Salvação atua: primeiro a Sopa, depois o Sabão e por fim a Salvação".
Os primeiros membros do Exército de Salvação eram alcoólatras, viciados e prostitutas convertidos ao protestantismo. Muitos destes, em função da busca por uma vida de acordo com os princípios morais do cristianismo protestante, mudavam seus hábitos de vida.

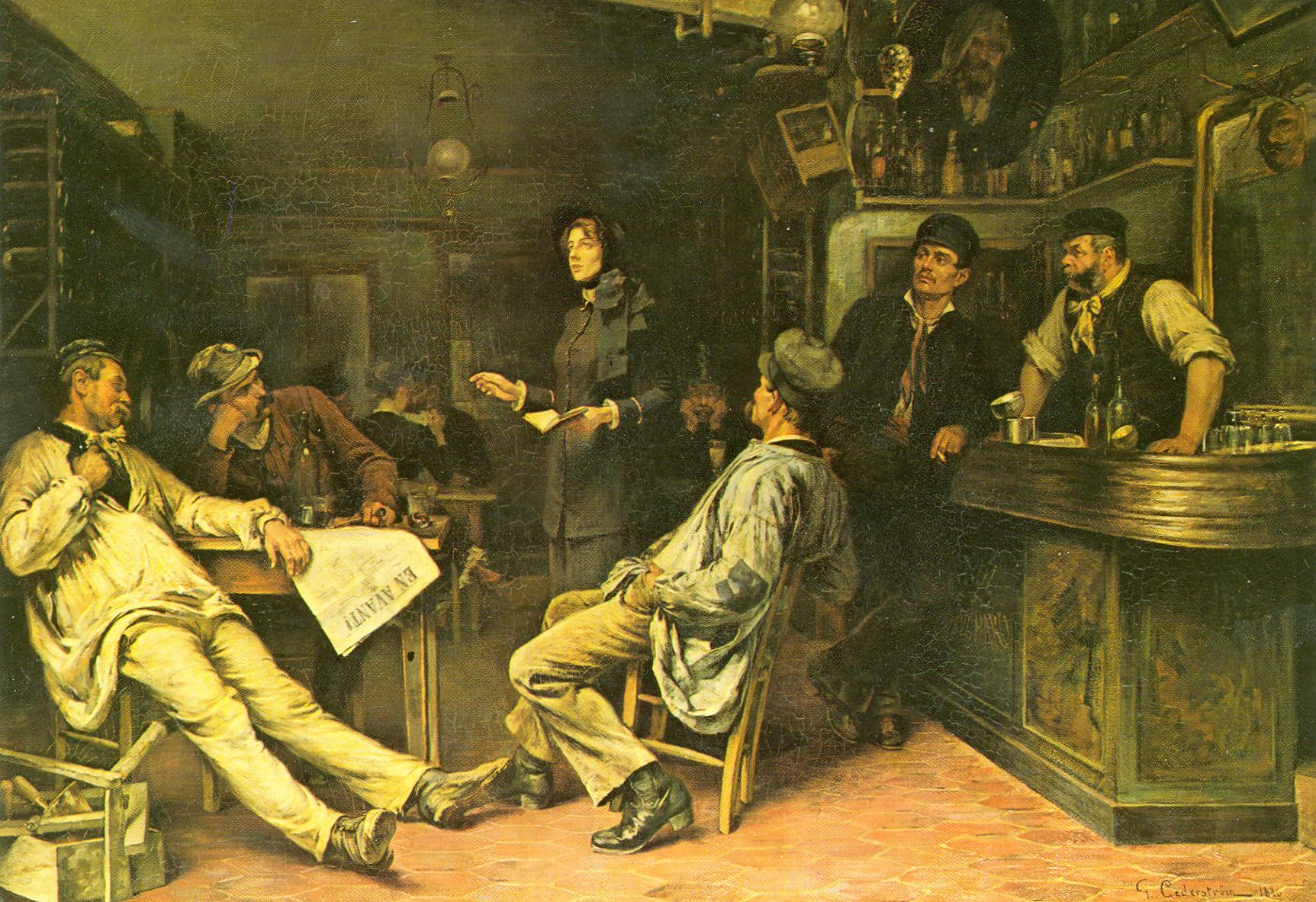
Gustaf Cederström: Die Heilsarmee (1886). Kate Booth, filha de William Booth, pregando em um bar de Paris.

À medida que o Exército de Salvação crescia no fim do século XIX, também crescia a oposição ao movimento na Inglaterra. Os oponentes da instituição se reuniam no "Exército Esqueleto" (Skeleton Army), para perturbar os encontros do Exército de Salvação e suas atividades sociais. Muitos oponentes, que chegavam a agredir fisicamente os membros "salvacionistas", eram donos de tabernas e bares que estavam perdendo suas clientelas, ao passo que novas pessoas largavam o vício e se uniam ao Exército de Salvação.

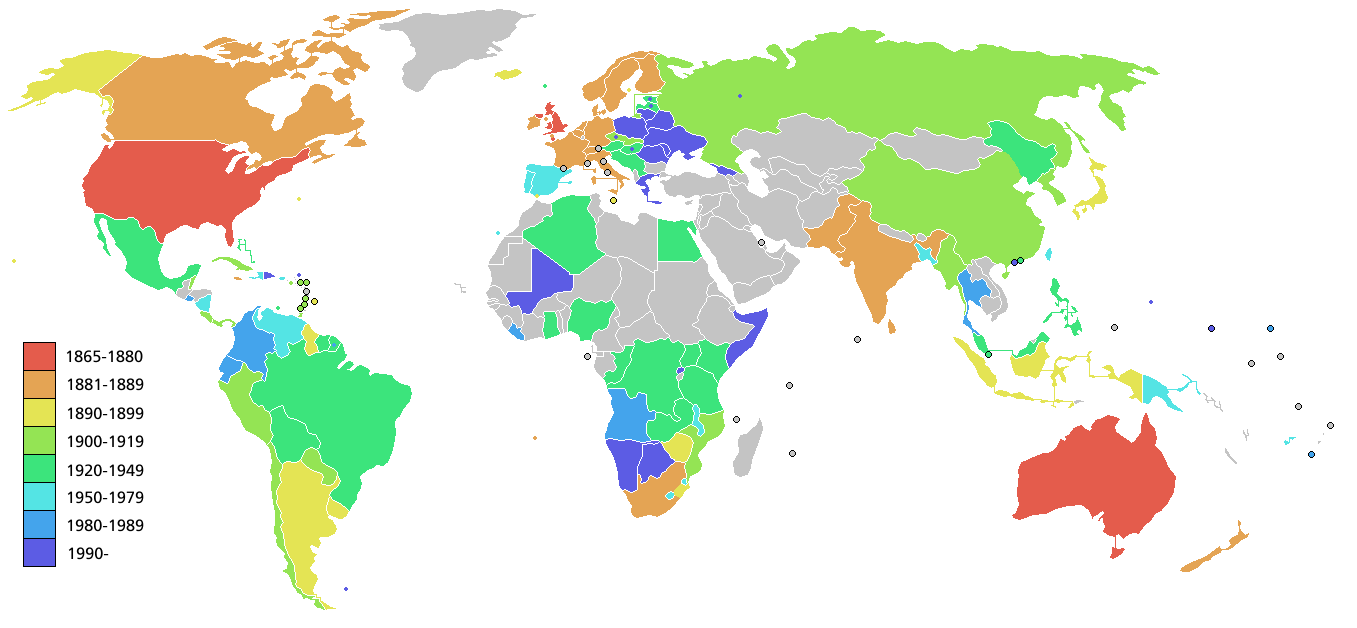
A expansão mundial do Exército de Salvação.

A partir do fim do século XIX e início do século XX o trabalho do Exército de Salvação se expandiu rapidamente. Países como Estados Unidos (1880), Austrália (1881), França (1881), Índia (1882), África do Sul (1883), Argentina (1890), Japão (1895), Chile (1909), Brasil (1922), entre muitos outros receberam o trabalho do Exército de Salvação.

## Histórico no Brasil
Com a chegada de David Miche e Stelle Miche, em 1922, o Exército de Salvação desembarcou na cidade do Rio de Janeiro. Foram recebidos com simpatia por muitos brasileiros que já conheciam a instituição no hemisfério norte, mas com alguma desconfiança por aqueles que não conheciam a missão da instituição.
O Exército de Salvação sempre se preocupou com a miséria existente no país, de modo que já em 1928 foi criado um espaço na cidade de Santos para atender os marinheiros expostos a perigos e dificuldades próprias da profissão.
Em 1931 outro trabalho parecido foi desenvolvido na cidade do Rio de Janeiro, sempre visando o resgate do ser humano de situações degradantes.
Em 1937, o Lar das Flores, em Suzano - SP, foi transferido definitivamente para o Exército de Salvação, funcionando até hoje como uma instituição de prestígio. Centenas de crianças têm passado por lá, muitas delas chegando a ser cidadãos dignos que integram a sociedade.
Em outubro de 1963, um albergue de homens transformou-se no Lar de Meninos "João de Paula", transferido de Porto Amazonas, PR. As novas dependências desse lar, em terreno doado pela Prefeitura, foram inauguradas em 25 de setembro de 1982, onde ainda hoje está o Centro Integrado João de Paula.
Ao longo dos anos o Exército de Salvação passou a atender diversos grupos sociais no Brasil, que tinham em comum o desamparo social, a falta de perspectivas de vida e futuro.
Diversas unidades de atendimento social foram abertas no Brasil, assim como diversas igrejas.
Atualmente o Exército de Salvação mantém 27 unidades e escritório de atendimento social, e 46 igrejas, em diversos estados do Brasil.

## Trabalho social
O Trabalho Social do Exército de Salvação é bastante diversificado, estando divido em três grandes áreasː
Assistencial
Compreende a organização e manutenção de programas de proteção à família, à maternidade, à infância, à adolescência e à velhice, de abrigos para gestantes e mulheres, crianças e adolescentes em situação de risco e/ou carentes, pessoas idosas e necessitadas em geral, e de clínicas médicas, dentárias e serviços à comunidade.
Promocional
Compreende a organização e manutenção de programas de promoção humana, tais como: residência para estudantes, instituições de longa permanência para a terceira idade e promoção de cursos, seminários, profissionalização, entre outros.
Educacional
Compreende a organização e manutenção de programas de educação infantil, de apoio escolar, escolas e cursos.
Destaca-se também o atendimento a situações de emergência em todo o mundo.
No Brasil, o braço social do Exército de Salvação denomina-se APROSES (Assistência e Promoção Social Exército de Salvação). A instituição possui reconhecimento de Utilidade Pública Federal, Estadual (SP) e Municipal (diversos municípios), além possuir Certificado de Entidade beneficente de Assistência Social e registro no Conselho Nacional de Assistência Social.

## Bazares beneficentes e doações
No ano 2000 foi criado o Programa de Bazares Beneficentes do Exército de Salvação no Brasil.
Inspirados no modelo norte-americano de "Thrift Stores", os bazares do Exército de Salvação revendem as doações de roupas e móveis recebidos com objetivo de levantar recursos para a manutenção das obras sociais.

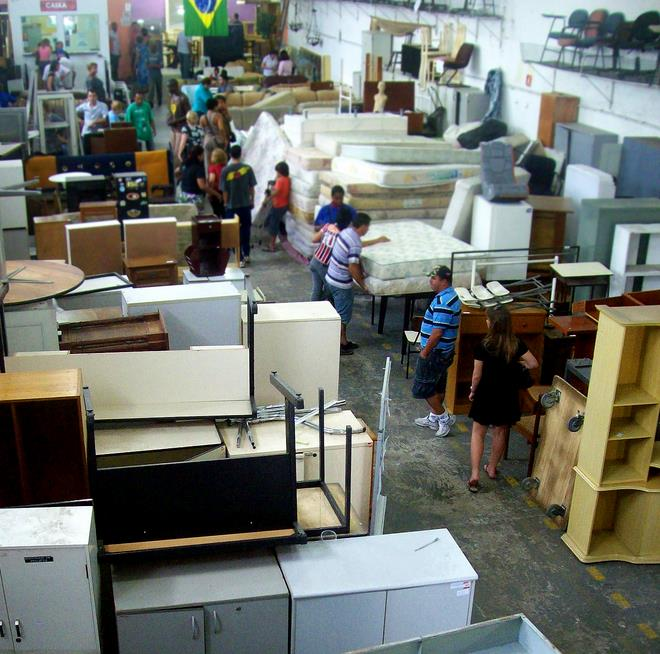
Bazar do Exército de Salvação em São Paulo, Brasil

Todos os recursos gerados são empregados na manutenção das diversas atividades sociais do Exército de Salvação.
O valor é revertido para os programas assistenciais mantidos pela instituição tais como centros comunitários, creches, centros integrados, clínicas médicas e lares para idosos.

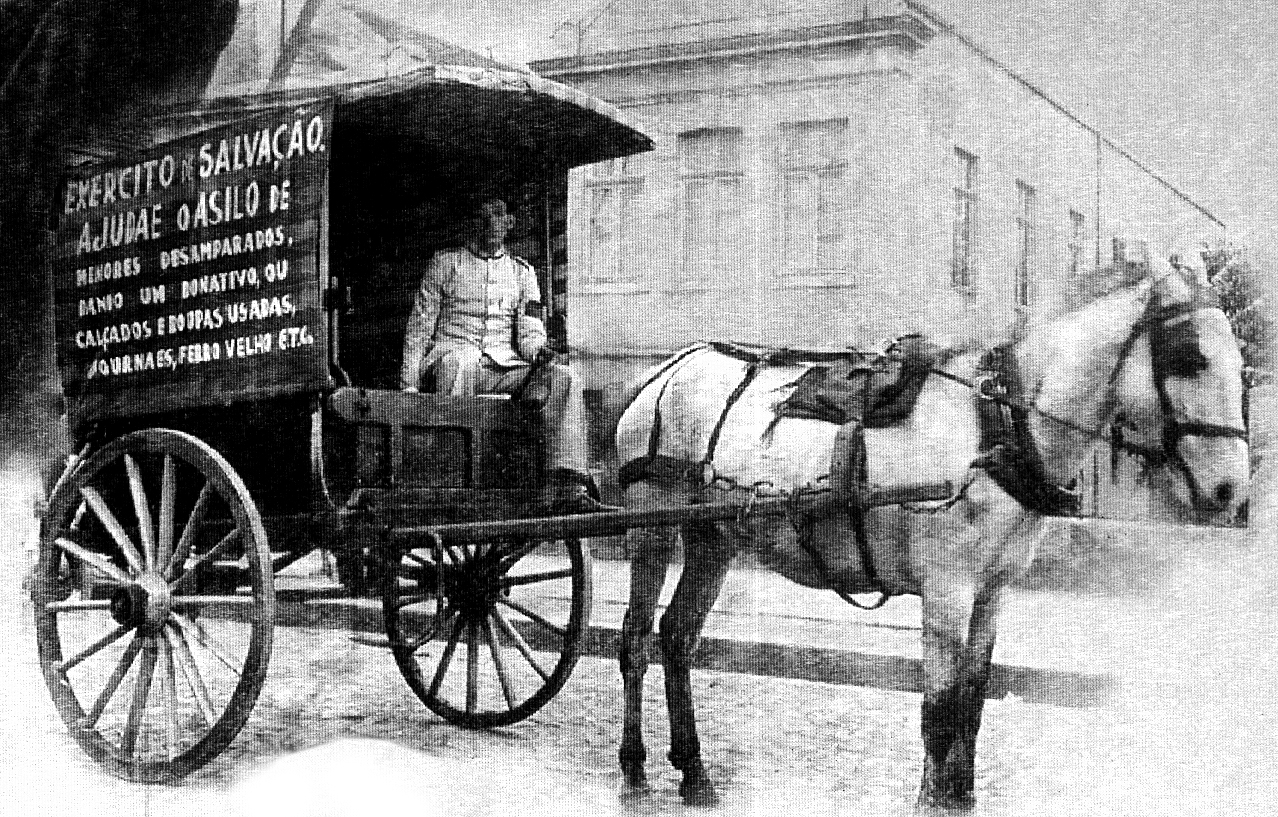
Charrete de Retirada de Doações do Exército de Salvação (1930).

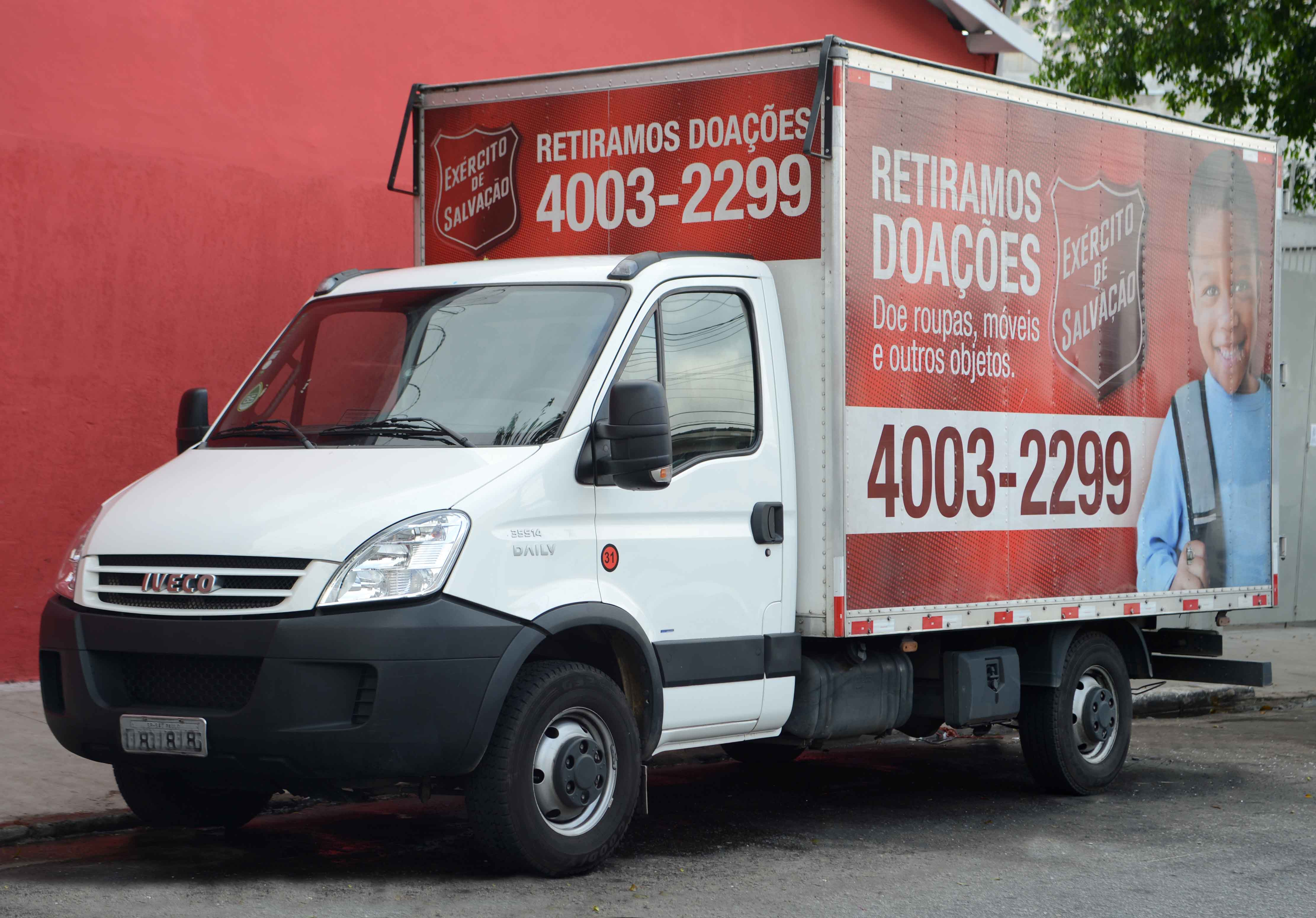
Caminhão do Programa de Bazares Beneficentes em São Paulo (2013).

## Igrejas
O Exército de Salvação herdou do metodismo a maior parte de suas crenças e tradição doutrinária, e por isso se inclui na igreja de origem Wesleyana.
As igrejas do Exército de Salvação são chamadas "corpos", e os membros são denominados "soldados".
Os membros usam uniforme e há uma hierarquia de característica militar, onde os pastores e bispos são "capitães", "majores", "coronéis" e "comissários".
A Hinologia é bastante diversificada e rica, tendo o Exército de Salvação um livro de músicas próprio, denominado "Cancioneiro Salvacionista".
Para se tornar membro do Exército de Salvação é necessário fazer o curso de soldados em um "Corpo" salvacionista ou declarar-se um membro aderente, sem o compromisso do soldado.
O conjunto de crenças pode ser resumido nas 11 doutrinas utilizadas pelo Exército de Salvação como base de fé:
1. Cremos que as Escrituras do Velho e do Novo Testamento foram dadas por inspiração de Deus, e que  somente elas constituem a regra divina da fé e prática cristãs.
2. Cremos na existência de um único Deus, infinitamente perfeito, Criador, Preservador e Governador de todas as coisas, e  único objecto legítimo do culto religioso.
3. Cremos que há três pessoas na Divindade – o Pai, o Filho e o Espírito Santo – indivisíveis em Sua essência e iguais em poder e glória.
4. Cremos que na pessoa de Jesus Cristo acham-se unidas as naturezas humana e divina, de modo que Ele é verdadeira e propriamente Deus e verdadeira e propriamente homem.
5. Cremos que os nossos primeiros pais foram criados num estado de inocência, porém, pela sua desobediência, perderam a sua pureza e felicidade; e que, em consequência da sua queda, todos os homens se tornaram pecadores, totalmente depravados, e como tais incorrem com justiça na ira de Deus.
6. Cremos que Jesus Cristo tem, pelo Seu sofrimento e Sua morte, feito expiação pelo mundo inteiro, para que todo aquele que quiser possa ser salvo.
7. Cremos que o arrependimento para com Deus, a fé em nosso Senhor Jesus Cristo e a regeneração pelo Espírito Santo são necessários para a salvação.
8. Cremos que somos justificados pela graça, mediante a fé em nosso  Senhor Jesus Cristo, e que todo aquele que crê tem o testemunho em si próprio.
9. Cremos que a continuação no estado de salvação depende da fé obediente e contínua em Cristo.
10. Cremos que é privilégio de todos os crentes  serem santificados em tudo, e que o seu espírito, alma e corpo podem ser conservados íntegros e irrepreensíveis até a vinda de nosso Senhor Jesus Cristo.
11. Cremos na imortalidade da alma, na ressurreição do corpo, no juízo final, na felicidade eterna dos justos, e no castigo dos maus.

## Música
O Exército de Salvação é muito conhecido por suas bandas em estilo marcial, formadas pelos membros das igrejas ao redor do mundo todo.
A principal função das bandas do Exército de Salvação é auxiliar musicalmente nas reuniões do Exército de Salvação e também divulgar a obra da instituição em locais abertos.
A banda "salvacionista" mais prestigiada é a International Staff Band, fundada em 1891, é colocada ao nível de grandes bandas de metais como a Black Dyke Band.
Outras bandas de metais do Exército de Salvação de grande qualidade são: New York Staff Band, Canadian Staff Band, Chicago Staff Band,Amsterdam Staff Band, Regent Hall Staff Band, Melbourne Staff Band, entre outras.
No Brasil a principal banda de metal salvacionista é a Banda Nacional, com sede em São Paulo e formada por membros de diversos estados.
Algumas igrejas do Exército de Salvação também possuem bandas como auxílio musical para os cultos.

## Hierarquia
Os membros ativos do Exército de Salvação recebem hierarquias, de acordo com o tempo que estão na instituição ou do nível de comprometimento. A hierarquia atual é composta da seguinte maneira:
Como voluntários:
- Jovem Soldado
- Recruta
- Soldado
- Sargento

Em tempo integral:
- Tenente
- Capitão
- Major
- Tenente Coronel
- Coronel
- Comissário
- General - Apenas um ativo, que lidera o Exército de Salvação no mundo.